# Diocese Anglicana Meridional
A Diocese Meridional é uma das divisões administrativas da Igreja Episcopal Anglicana do Brasil (IEAB). A Diocese Meridional abrange a parte oriental do estado do Rio Grande do Sul, onde estão localizadas a maioria das comunidades diocesanas, e Sul de Santa Catarina. A sede diocesana está localizada na cidade de Porto Alegre.
A Catedral Anglicana da Santíssima Trindade (Porto Alegre) é ao mesmo tempo a sé episcopal da Diocese Anglicana Meridional e a Catedral Nacional da IEAB, a 19ª Província da Comunhão Anglicana.
A Diocese Meridional possui cerca de 13.000 membros batizados, espalhados por 17 paróquias e 15 missões e pontos missionários. Para desenvolver o trabalho estão envolvidos homens e mulheres ordenados ao diaconato e ao presbiterado, bem como ministros(as)-leigos(as).

## História
A área hoje correspondente a Diocese Meridional foi o espaço das primeiras missões que formaram a IEAB, sendo o berço do anglicanismo no Brasil. 

## Bispos
| Nome                                       | Tempo de Atividade | Observações                                                                                            |
| ------------------------------------------ | ------------------ | --- |
| Bispo Lucien Lee Kinsolving                | 1899-1926          | Fundador da IEAB                                                                                       |
| Bispo William Mathew Merrick Thomas        | 1925-1949          | Segundo bispo da IEAB                                                                                  |
| Bispo Athalicio Theodoro Pithan            | 1940-1955          | Primeiro bispo brasileiro e primeiro bispo da Diocese Meridional                                       |
| Bispo Egmont Valle Machado Krischke        | 1950-1971          | Primeiro bispo da Diocese Sul Ocidental, segundo bispo da Diocese Meridional e primeiro Primaz da IEAB |
| Bispo Arthur Rodolpho Kratz                | 1971-1984          | Terceiro bispo da Diocese Meridional e segundo Primaz da IEAB                                          |
| Bispo Cláudio Vinicius de Senna Gastal     | 1984-1998          | Quarto bispo da Diocese Meridional                                                                     |
| Bispo Orlando Santos de Oliveira           | 1998-2013          | Quinto bispo da Diocese Meridional e quarto Primaz da IEAB                                             |
| Bispo Humberto Eugenio Maiztegui Gonçalves | 2013-atual         | Sexto bispo da Diocese Meridional                                                                      |